# 朋友請聽好
《朋友請聽好》是芒果TV自製綜藝，定位為原創聲音互動陪伴真人秀，节目由明星担任广播主播，主播将與每集的助播員一同於廣播小屋生活並自行策劃廣播節目，逐步完善廣播框架，聽眾可以通過郵遞信件或於廣播直播時call-in等方式分享故事，与主播和助播互动。

## 季度简介

### 第一季
第一季节目由何炅、謝娜及易烊千璽組成的「三位真火」擔任廣播員，何炅因其電台工作經驗，除了擔任廣播小站站長之外，亦擔任節目的聯合監製。
该季节目由2020年1月1日起錄製，分為兩部分：廣播節目於2020年1月2日作首次試播，每期廣播為一小時直播，全季廣播目標為點亮1,000萬隻小耳朵，每期直播前訂定該期的「點亮小耳朵」目標量（試播除外），若達標的話「廣播小站」即可升級；後由於提前達成全季目標量，故由小站成員自行制定目標總數為2,680萬，最後全季點亮小耳朵數達2,955萬。節目的視頻完整版在芒果TV以《朋友請直播》名義在每週日中午12點進行更新；而真人秀部分於2020年2月19日起播出，周三中午芒果TV會員搶先看、周四晚22點在湖南衛視播出（第11期起改為周六16點播出）、周五午夜芒果TV全網免費看。
本季节目設有芒果TV會員專屬的《朋友請聽好 會員Plus版》（每週五中午更新）和節目花絮《喵喵請聽好》（每週六中午更新），同時廣播節目的完整版也會在每週日中午以《朋友請直播》名義進行更新。

### 第二季
第二季节目的主播阵容发生变化，除参与第一季录制的何炅和謝娜外，井柏然和董子健加入本季节目主播阵容，而易烊千玺由于档期安排原因无法以常驻主播身份参与本季录制，新主播陣容定名為「春夏秋冬」。第二季节目的技术指导及导播等工作均交由专业技术人员负责。
本季节目的筹备工作于2021年8月开启，首先向听众征集想要倾诉的故事，听众可以通过写信和官方页面留言等方式倾诉自己的故事。
该季节目由2021年12月13日起錄製，并与第一季节目同样分为两部分：广播节目直播预约通道于2021年11月开启，首次广播节目则于2021年12月14日在芒果TV进行直播。视频版真人秀部分于2022年1月25日起于芒果TV播出，每周二中午12点芒果TV會員搶先看。在节目过程中，四位广播小站成员需要在日常工作和生活中累积“美好值”以解锁趣味活动、奖励以及广播升级建议等惊喜。而每次广播节目中都将设定小耳朵点亮KPI，若單期未完成既定的KPI，四位主播将兑现事先征集自听众及网友的“小耳朵指令”；另，全季廣播目標為點亮3,000萬隻小耳朵，最終點亮數為26,168,706隻小耳朵。
本季节目設有芒果TV會員專屬的《朋友請聽好 会员加更篇》（每週四中午12:00更新）和節目超前彩蛋《朋友的小美好》（每週一中午12:00更新）。

## 成員

#### 常駐主播
| 姓名     | 職業               | 生日           | 参与录制季度及角色             |
| 何炅     | 主持人、演員、導演 | 1974年4月28日  | 第一至二季站長、第一季聯合監製 |
| 謝娜     | 主持人、演员、歌手 | 1981年5月6日   | 第一至二季常駐主播             |
| 井柏然   | 演员、歌手、男模   | 1989年4月19日  | 第二季常駐主播                 |
| 董子健   | 演員               | 1993年12月19日 | 第二季常駐主播                 |
| 易烊千璽 | 歌手、演員         | 2000年11月28日 | 第一季常駐主播                 |

#### 團寵貓
| 名字 | 性別  | 年齡  | 性格     | 喜好       |
| 點點 | 男[a] | 6個月 | 乖巧粘人 | 親親抱抱   |
| 阿苔 | 女    | 2歲   | 高冷     | 整天玩消失 |

## 飛行嘉賓

### 第一季

#### 助播員
| 姓名   | 職業                         | 生日           | 廣播期數             | 真人秀期數                                 |
| 王鏘   | 演員、模特兒                 | 1996年5月7日   | 第1期、第6期至第7期  | 先導片至第2期、特輯1期至2期、第6期至第8期  |
| 周震南 | 音樂製作人、歌手             | 2000年6月21日  | 第1期、第9至10期     | 先導片至第2期、特輯1期至2期、第9期至第10期 |
| 陸虎   | 歌手                         | 1986年4月24日  | 第1期                | 第1期至第2期                               |
| 董又霖 | 歌手、演員                   | 1995年1月22日  | 第2期至第3期         | 第2期至第3期、特輯1期至2期                 |
| 范丞丞 | 歌手、演員                   | 2000年6月16日  | 第2期至第3期         | 第2期至第3期、特輯1期至2期                 |
| 汪蘇瀧 | 歌手                         | 1989年9月17日  | 第4期至第5期         | 第4期至第6期                               |
| 張新成 | 演員、歌手                   | 1995年8月24日  | 第4期至第5期         | 第4期至第6期                               |
| 鞠婧禕 | 歌手、演員                   | 1994年6月18日  | 第4期至第5期         | 第4期至第6期                               |
| 郭麒麟 | 相聲演員                     | 1996年2月8日   | 第6期至第7期         | 第6期至第8期                               |
| 太一   | 詞曲唱作人、編曲製作人、歌手 |                | 第6期至第7期、第10期 | 第6期至第7期、第10期                       |
| 楊迪   | 主持、演員                   | 1986年4月26日  | 第8期                | 第8期                                      |
| 張小厚 | 歌手                         | 1987年5月23日  | 第8期                | 第8期                                      |
| 秦昊   | 歌手                         | 1986年5月17日  | 第8期                | 第8期                                      |
| 沈凌   | 主持人、歌手、演員           | 1979年11月15日 | 第8期                | 第8期                                      |
| 張顏齊 | 音樂製作人、歌手             | 1998年7月2日   | 第9期至第10期        | 第9期至第10期                              |
| 李俊濠 | 演員                         | 1997年7月14日  | 第10期               | 第10期                                     |
| 李維嘉 | 主持人                       | 1976年11月4日  | 第11期至第12期       | 第11期至第12期                             |
| 吳昕   | 主持人、演員                 | 1983年1月29日  | 第11期至第12期       | 第11期至第12期                             |
| 杜海濤 | 主持人、演員                 | 1987年10月28日 | 第11期至第12期       | 第11期至第12期                             |

#### 技術指導
| 姓名 | 職業   | 生日          | 角色               | 真人秀期數 |
| 馬犇 | 主持人 | 1983年7月18日 | 電台顧問、導播老師 | 第2期      |

### 第二季

#### 外聘主播
| 姓名   | 職業       | 生日          | 廣播期數                                  | 真人秀期數                                  |
| 张淇   | 歌手       | 1981年1月22日 | 第2期                                     | 第2期至第3期上                              |
| 王勉   | 脱口秀演员 | 1994年5月7日  | 第2期至第3期、第5期至第6期、第9期至第11期 | 第2期至第3期上、第4期至第6期、第9期至第12期 |
| 马伯骞 | 歌手、演员 | 1996年3月20日 | 第2期至第3期                              | 第2期至第3期上、第4期至第5期                |

#### 助播好友
| 姓名   | 職業       | 生日           | 廣播期數      | 真人秀期數      |
| 锺欣潼 | 歌手、演员 | 1981年1月21日  | 第3期         | 第4期           |
| 蔡卓妍 | 歌手、演员 | 1982年11月22日 | 第3期         | 第4期           |
| 徐志胜 | 脱口秀演员 | 1995年（26岁） | 第3期         | 第4期           |
| 何广智 | 脱口秀演员 | 1996年（25岁） | 第3期         | 第4期           |
| 言承旭 | 歌手、演员 | 1977年1月1日   | 第4期         | 第3期           |
| 吴建豪 | 歌手、演员 | 1978年8月7日   | 第4期         | 第3期           |
| 袁咏仪 | 演员、歌手 | 1971年9月4日   | 第5期至第6期  | 第5期至第6期    |
| 李荣浩 | 歌手       | 1985年7月11日  | 第7期至第8期  | 第6期下至第8期  |
| 陈立农 | 歌手、演员 | 2000年10月3日  | 第8期         | 第7期至第8期    |
| 张云龙 | 演员、歌手 | 1988年3月2日   | 第9期至第10期 | 第9期至第10期   |
| 谭松韵 | 演员、歌手 | 1990年5月31日  | 第10期        | 第9期下至第10期 |
| 張杰   | 歌手       | 1982年12月20日 | 第11期        | 第11期至第12期  |

## 節目內容

### 第一季
| 電視節目 | 電視節目      | 電視節目 | 廣播 | 廣播                                        | 廣播           | 廣播                 | 廣播     |
| 期數     | 首播日期      | 內容 | 期數 | 直播日期及時間                              | 導播員         | 「點亮小耳朵」目標量 | 結果     |
| 先導片   | 2020年2月19日 | 廣播員入住廣播小屋、為團寵命名 |      |                                             |                |                      |          |
| 1        | 2020年2月26日 | 寫《朋友的話》、準備及進行廣播試播 | 1    | 2020年1月2日下午6:00                        | 陸虎           |                      | 完成試播 |
| 2        | 2020年3月4日  | 全程獨立進行首次正式直播，主題為「第一次」；直播前先準備廣播音樂及片頭文案，於直播時即場製作廣播片頭 | 2    | 2020年1月15日晚上8:00                       | 董又霖         | 50萬                 | 642,096  |
| 3        | 2020年3月11日 | 閱讀街頭調查問卷；於廣播小屋煮奶茶後由助播員於「故事奶茶站」聽群眾說故事，並與「三位真火」進行視像連線；因謝娜及易烊千璽臨時工作調動而更改第2期廣播直播，並因工作分身乏術而將是集主題定為「如果你有超能力」 | 3    | 2020年1月16日晚上8:00 2020年1月17日下午3:00 | 范丞丞         | 80萬                 | 668,488  |
| 特輯1    | 2020年3月18日 | 由於疫情原因加插一連兩週「倒帶精選特輯」，除了播放正片未播的花絮片段外（部分片段曾在「會員Plus版」播放），亦包括何炅（與兩隻團寵）及謝娜在家雲錄製閱讀聽眾來信以及生活小片段 |      | —                                           | —              | —                    | —        |
| 特輯2    | 2020年3月25日 | 由於疫情原因加插一連兩週「倒帶精選特輯」，除了播放正片未播的花絮片段外（部分片段曾在「會員Plus版」播放），亦包括何炅（與兩隻團寵）及謝娜在家雲錄製閱讀聽眾來信以及生活小片段 |      | —                                           | —              | —                    | —        |
| 4        | 2020年4月1日  | 復工後首期直播以「春天來了」為題，當天成員定下主題後即邀請觀眾參與「徵集春天」活動，以視頻、音頻或語音方式發來最能代表春天的聲音，並於直播前錄製片頭 | 4    | 2020年3月14日晚上8:00                       | 鞠婧禕、汪蘇瀧 | 100萬                | 274萬    |
| 5        | 2020年4月8日  | 第4期直播畢後節目組即宣布第5期直播主題為「小太陽」，而成員們亦決定「廣播小站」的達標升級獎勵為由專業技術人員作導播；小站成員以如何化解尷尬為「小太陽」主題訓練，閱讀聽眾來信後決定每人在直播中分享一件他人給予的溫暖小事，而直播廳亦因此期直播主題而以太陽花作裝飾                                                                   | 4    | 2020年3月14日晚上8:00                       | 鞠婧禕、汪蘇瀧 | 100萬                | 274萬    |
| 5        | 2020年4月8日  | 第4期直播畢後節目組即宣布第5期直播主題為「小太陽」，而成員們亦決定「廣播小站」的達標升級獎勵為由專業技術人員作導播；小站成員以如何化解尷尬為「小太陽」主題訓練，閱讀聽眾來信後決定每人在直播中分享一件他人給予的溫暖小事，而直播廳亦因此期直播主題而以太陽花作裝飾                                                                   | 5    | 2020年3月15日晚上8:00                       | 專業技術人員   | 200萬                | 299萬    |
| 6        | 2020年4月15日 | 第6期以「願望」為題，故決定滿足易烊千璽的願望：以復古裝扮及擺設直播，以及若第6期達標即安排在船上直播；自本期始，小站成員直播前可錄製聲音明信片來回應聽眾來信，而直播時回撥電話給來信聽眾後，易烊千璽及郭麒麟亦以一段相聲滿足聽眾願望；直播後何炅滿足易烊千璽多年前提出一同穿校服合照的願望，而易烊千璽亦滿足謝娜聽其吹奏葫蘆絲的願望 | 6    | 2020年3月18日晚上8:00                       | 太一           | 300萬                | 313萬    |
| 7        | 2020年4月22日 | 由於5期直播已達成全季「點亮耳朵」目標量（總計10,980,544），故由小站成員自行制定後續5期的目標總數；是期直播主題為廣播劇，圍讀劇本草稿後選定《小王子》為演出劇目 | 7    | 2020年3月19日晚上8:00                       | 太一           | 319萬                | 258萬    |
| 8        | 2020年4月29日 | 這期為直播音樂會，故取消聽眾call-in，以音樂回應聽眾來信 | 8    | 2020年3月20日晚上8:00                       | 不適用         | 328萬                | 248萬    |
| 9        | 2020年5月6日  | 「三位真火」以回答與節目相關題目決定在直播負責主接電話數量，是期以「在水一方的告白」為題的直播滿足了易烊千璽第6期的願望於浮台上直播；直播前除了閱讀聽眾來信外，亦為直播中以不同樂器的創意合奏而彩排 | 9    | 2020年3月21日晚上8:00                       | 專業技術人員   | 300萬                | 295萬    |
| 10       | 2020年5月13日 | 這期直播為「搭檔廣播」，倆倆分組，每三十分鐘輪換；分組依次序為：(1) 謝娜 + 張顏齊、(2) 易烊千璽 + 李俊濠、(3) 何炅 + 周震南 | 10   | 2020年3月22日晚上8:00                       | 太一           | 300萬                | 362萬    |
| 11       | 2020年5月20日 | 「快樂家族」全員到訪廣播小屋，午後閱讀聽眾來信並準備當天以文藝聯歡晚會為題的直播 | 11   | 2020年4月2日晚上8:00                        | 專業技術人員   | 350萬                | 303萬    |
| 12       | 2020年5月27日 | 這期主題為「不說告別」，其中有兩通來自朋友袁詠儀及彭昱暢的來電，並且將主題曲〈朋友請聽好〉改以詩朗誦的形式，給觀眾作為聲音禮物；因為終極目標達成，所以節目組在節目最後將12期廣播音頻送上太空，作為獎勵 | 12   | 2020年4月3日晚上8:00                        | 專業技術人員   | 350萬                | 472萬    |

### 第二季
| 電視節目 | 電視節目      | 電視節目 | 廣播 | 廣播                                | 廣播                 | 廣播      |
| 期數     | 首播日期      | 內容 | 期數 | 直播日期及時間                      | 「點亮小耳朵」目標量 | 結果      |
| 1        | 2022年1月25日 | 廣播員入住新廣播小屋，首期為湖上廣播 | 1    | 2021年12月14日晚上8:00              | 837,500              | 756,000   |
| 2        | 2022年2月1日  | 每位見習主播獨自完成十分鐘個人廣播，包括控台、才藝展示及信件回電，準備時間僅有一小時；正式廣播除接聽聽眾call-in外，亦以「美好技」為主題分組輪播 | 2    | 2021年12月16日中午12:30（測試廣播） | 不適用               | 不適用    |
| 2        | 2022年2月1日  | 每位見習主播獨自完成十分鐘個人廣播，包括控台、才藝展示及信件回電，準備時間僅有一小時；正式廣播除接聽聽眾call-in外，亦以「美好技」為主題分組輪播 | 2    | 2021年12月16日晚上8:00（正式廣播）  | 100萬                | 1,012,500 |
| 3上      | 2022年2月8日  | 「美好技」分組為「音樂技」組：謝娜、井柏然、張淇及馬伯騫，「互動技」組：何炅、董子健及王勉，廣播後三位見習主播成功晉升為外聘主播；新一期廣播主題為「噗通噗通心動廣播」特別策劃，由謝娜選出廣播劇男主角 | 2    | 2021年12月16日晚上8:00（正式廣播）  | 100萬                | 1,012,500 |
| 3上      | 2022年2月8日  | 「美好技」分組為「音樂技」組：謝娜、井柏然、張淇及馬伯騫，「互動技」組：何炅、董子健及王勉，廣播後三位見習主播成功晉升為外聘主播；新一期廣播主題為「噗通噗通心動廣播」特別策劃，由謝娜選出廣播劇男主角 | 4    | 2021年12月27日晚上8:00              | 150萬                | 1,549,886 |
| 3下      | 2022年2月15日 | 早上演技小考驗後，決定表演《流星花園》廣播劇，並改以先抽選角色，再由謝娜做最終決定 | 4    | 2021年12月27日晚上8:00              | 150萬                | 1,549,886 |
| 4        | 2022年2月22日 | 本期是接力互動廣播會，為首次外景現場直播，除了接聽聽眾call-in外，亦需與現場觀眾互動；兩組分別是「脫口秀劇場」組：謝娜、井柏然、馬伯騫、徐志勝及何廣智；「校園」組：何炅、董子健、王勉、鍾欣潼及蔡卓妍 | 3    | 2021年12月17日下午5:30              | 128萬                | 1,396,344 |
| 5        | 2022年3月1日  | 本期為「被操盤手掌控的即興廣播」，由命運操盤手（謝娜）即場轉盤決定上播內容，兩個廣播板塊選項分別是「衣」技之長及「聲聲」不息 | 5    | 2022年1月6日晚上8:00                | 180萬                | 1,365,373 |
| 6上      | 2022年3月8日  | 排練後決定「聲聲」不息的內容為《新不了情》兩個選段，廣播後董子健被節目組任命為「多時段廣播」的責任主播，負責選擇廣播時段、廣播內容及上播人選，以及承擔完成廣播目標的責任，「午夜的音樂會」除了念詩及唱歌外，亦有來自張智霖的來電；翌日開始商討晚上廣播主題                                                                            | 5    | 2022年1月6日晚上8:00                | 180萬                | 1,365,373 |
| 6上      | 2022年3月8日  | 排練後決定「聲聲」不息的內容為《新不了情》兩個選段，廣播後董子健被節目組任命為「多時段廣播」的責任主播，負責選擇廣播時段、廣播內容及上播人選，以及承擔完成廣播目標的責任，「午夜的音樂會」除了念詩及唱歌外，亦有來自張智霖的來電；翌日開始商討晚上廣播主題                                                                            | 5    | 2022年1月7日午夜0:00（半小時加更）  | 50萬                 | 1,583,492 |
| 6上      | 2022年3月8日  | 排練後決定「聲聲」不息的內容為《新不了情》兩個選段，廣播後董子健被節目組任命為「多時段廣播」的責任主播，負責選擇廣播時段、廣播內容及上播人選，以及承擔完成廣播目標的責任，「午夜的音樂會」除了念詩及唱歌外，亦有來自張智霖的來電；翌日開始商討晚上廣播主題                                                                            | 6    | 2022年1月7日晚上8:00                | 160萬                | 1,501,433 |
| 6下      | 2022年3月15日 | 是次廣播由董子健負責控台，廣播主題最終定為「美好吃播」，讓聽眾聽聲音猜食物；下一期廣播是由井柏然擔任責任主播，由主播們選擇兩封信件作「愛的告白」的電話連線 | 6    | 2022年1月7日晚上8:00                | 160萬                | 1,501,433 |
| 6下      | 2022年3月15日 | 是次廣播由董子健負責控台，廣播主題最終定為「美好吃播」，讓聽眾聽聲音猜食物；下一期廣播是由井柏然擔任責任主播，由主播們選擇兩封信件作「愛的告白」的電話連線 | 7    | 2022年1月18日晚上8:00               | 168萬                | 2,098,619 |
| 7        | 2022年3月29日 | 在廣播時段前致電「愛的告白」對像的其中一方，預先告知當天黃昏的電話連線，這期廣播由井柏然負責控台；完成廣播後宣布翌日廣播主題為「宅家運動會」，晚上陳立農抵達後首次駕車外出晚膳，餐間以遊戲決定分隊為：何炅／謝娜、井柏然／李榮浩及董子健／陳立農                                                                                      | 7    | 2022年1月18日晚上8:00               | 168萬                | 2,098,619 |
| 7        | 2022年3月29日 | 在廣播時段前致電「愛的告白」對像的其中一方，預先告知當天黃昏的電話連線，這期廣播由井柏然負責控台；完成廣播後宣布翌日廣播主題為「宅家運動會」，晚上陳立農抵達後首次駕車外出晚膳，餐間以遊戲決定分隊為：何炅／謝娜、井柏然／李榮浩及董子健／陳立農                                                                                      | 8    | 2022年1月19日晚上8:00               | 268萬                | 2,588,723 |
| 8        | 2022年4月12日 | 三隊在廣播前作三輪比拼，兩輪勝出者分別獲得決賽權，最終何炅／謝娜在決賽奪得冠軍，另外兩隊助力隊伍學習啦啦隊舞蹈，晚上廣播分享各人自己的宅家運動經驗 | 8    | 2022年1月19日晚上8:00               | 268萬                | 2,588,723 |
| 9上      | 2022年4月19日 | 本期為「何站長停止操心休息日」，其餘成員可透過兩種方式獲取何炅的直播時長：使何炅操心，或成功在遊戲中戰勝何炅 | 9    | 2022年2月10日晚上8:00               | 260萬                | 2,453,048 |
| 9下      | 2022年4月26日 | 何炅最終直播時長45分鐘，由董子健負責控台，井柏然在直播前協助董子健準備節目流程 | 9    | 2022年2月10日晚上8:00               | 260萬                | 2,453,048 |
| 9下      | 2022年4月26日 | 何炅最終直播時長45分鐘，由董子健負責控台，井柏然在直播前協助董子健準備節目流程 | 10   | 2022年2月11日晚上8:00               | 260萬                | 3,652,188 |
| 10       | 2022年5月3日  | 本期主題為「廣播喜樂會」，直播前先競爭負責篩查所有節目的總導演崗位，結果由譚松韻勝出負責把關喜樂會節目，但仍由何炅負責控台；晚飯後常駐主播外出，做足療並觀看節目點映，影片放映過程中笑場次數最多的主播（謝娜）買單，晚上的回顧遊戲後王勉暫時離開廣播小屋，翌日一整天為團建休息日                                                      | 10   | 2022年2月11日晚上8:00               | 260萬                | 3,652,188 |
| 11       | 2022年5月10日 | 王勉在團建日代表節目組以一敵四挑戰常駐主播，三戰兩勝，勝方可提出一個要求，結果常駐主播以2比1勝出，張杰在當天晚飯間抵達廣播小屋 | 11   | 2022年2月13日晚上10:28              | 約980萬              | 597.11萬  |
| 12       | 2022年5月17日 | 本季最後一期的廣播主題為「1314愛在延續」，主播們在直播當天以遊戲決定由謝娜選擇直播call-out人選，而其他人決定下午call-out人選，回訪往期廣播曾與主播們通話的小耳朵；是次在花園中的廣播由2月13日10:28（要你愛吧）至2月14日，廣播中間加入視頻直播，而黃磊、楊迪及劉純燕亦在廣播中匿名來電，最後以廣播前創作的情詩及音樂作聲音禮物結束廣播 | 11   | 2022年2月13日晚上10:28              | 約980萬              | 597.11萬  |

## 宣傳活動
| 播出日期      | 節目／活動             | 出席成員                           |
| 2020年3月28日 | 湖南衛視《快樂大本營》 | 何炅、謝娜、易烊千璽、鞠婧禕、沈凌 |
| 2020年4月27日 | 芒果TV《甜蜜的任務》   | 何炅、謝娜、易烊千璽               |

## 收視率
| 中国大陆 湖南卫视 首播收视率 |               |        |          |       |           |           |           |                                 |
| 集數                         | 播出日期      | CSM59  | CSM59    | CSM59 | CSM全国网 | CSM全国网 | CSM全国网 | 備註                            |
| 集數                         | 播出日期      | 收視率 | 收視份額 | 排名  | 收視率    | 收視份額  | 排名      | 備註                            |
| 1                            | 2020年2月27日 | 0.398  | 3.430    | 4     | 0.38      | 3.53      | 2         |                                 |
| 2                            | 2020年3月5日  | 0.687  | 5.492    | 2     | 0.51      | 5.1       | 1         |                                 |
| 3                            | 2020年3月12日 | 1.030  | 8.139    | 1     | 0.54      | 5.71      | 1         |                                 |
| 特輯1                        | 2020年3月19日 | 0.860  | 6.131    | 1     | 0.47      | 4.32      | 1         |                                 |
| 特輯2                        | 2020年3月26日 | 0.855  | 6.087    | 1     | 0.42      | 3.85      | 1         |                                 |
| 4                            | 2020年4月2日  | 0.782  | 6.906    | 1     | 0.4       | 4.66      | 1         |                                 |
| 5                            | 2020年4月9日  | 0.807  | 6.838    | 1     | 0.38      | 4.12      | 1         |                                 |
| 6                            | 2020年4月16日 | 0.981  | 8.177    | 1     | 0.4       | 4.48      | 1         |                                 |
| 7                            | 2020年4月23日 | 0.782  | 7.717    | 1     | 0.31      | 4.28      | 1         |                                 |
| 8                            | 2020年4月30日 | 0.892  | 7.046    | 1     | 0.41      | 4.2       | 1         |                                 |
| 9                            | 2020年5月7日  | 0.787  | 7.010    | 1     | 0.34      | 3.86      | 1         |                                 |
| 10                           | 2020年5月14日 | 0.790  | 6.809    | 1     | 0.29      | 3.33      | 1         |                                 |
| 11                           | 2020年5月23日 |        |          |       |           |           |           | 第11期起更改播放時段至週六16:00 |
| 12                           | 2020年5月30日 |        |          |       |           |           |           |                                 |

1. 同时段或交叉时段主要节目：
  - 浙江卫视：《好看中国蓝》
  - 江苏卫视：《荔枝大剧秀我在北京等你》／《新相亲大会》／《最强大脑之燃烧吧大脑》
  - 天津卫视：《爱情保卫战》／《跨時代戰書—為他而戰》
  - 上海东方卫视：《东方综艺大赏》
  - 吉林卫视：《欢乐东北风第二季》
  - 深圳卫视：《你好！面试官》
  - 北京卫视：《大戏看北京特别节目》
2. 数据由广视索福瑞提供，调查范围为四岁以上之观众。
3. 以上收视排名不包括央视在内。
4. 资料来源：卫视这些事儿、卫视小露电、TV未知数。
5. 排名为週四晚间所有综艺节目的排名，并不一定为同一时段。

## 外部連結
- 《朋友請聽好 （页面存档备份，存于）》官方微博
- 阿苔 （页面存档备份，存于）的微博
- 點點 （页面存档备份，存于）的微博

| 中国大陆 湖南卫视 每週四 22:00－23:30                    | 中国大陆 湖南卫视 每週四 22:00－23:30       | 中国大陆 湖南卫视 每週四 22:00－23:30 |
| -------------------------------------------------------- | ------------------------------------------- | ------------------------------------- |
|                                                          | 朋友請聽好 （2020年2月27日－2020年5月14日） |                                       |
| 青春進行時：上古密約 （2020年2月10日－2020年3月25日）[b] | 鲜厨100 （2020年5月21日－2020年8月6日）     |                                       |

| 中国大陆 湖南卫视 每週六 16:00－17:30 | 中国大陆 湖南卫视 每週六 16:00－17:30                | 中国大陆 湖南卫视 每週六 16:00－17:30 |
| ------------------------------------- | ---------------------------------------------------- | ------------------------------------- |
|                                       | 朋友請聽好 （2020年5月23日－2020年5月30日）[c]       |                                       |
| —                                     | 妻子的浪漫旅行第四季 （2020年6月6日－2020年6月20日） |                                       |

## 備註
- ^  a. 節目組起初誤以為點點是女孩子，至第11期節目正式公告其是男孩子。
- ^  b. 由2020年2月26日起，周播劇場《青春進行時》由每周一至周四播出改為每周一至周三播出。
- ^  c. 由第11期起更改播放時段，原時段首播新節目《鲜厨100》。